# Земя Котс
Земя Котс (на английски: Coats Land) е територия от Източна Антарктида, простираща се между 74°15’ и 81°15’ ю.ш. и 20° и 36° з.д., източно от огромния шелфов ледник Филхнер, покрай източното крайбрежие на море Уедъл. На изток граничи със Земя кралица Мод, а на запад – със Земя кралица Елизабет. Отделни участъци от крайбрежието ѝ носят названията Бряг Луитполд (на юг) и Бряг Керд (на североизток).
Почти повсеместно бреговете на Земя Котс са бронирани от обширни шелфови ледници – Филхнер на юг, Бранд и Станкомб Уилс на североизток, в които се вклиняват няколко големи залива: Дюк Ернст, Фазел, Ваксел, Редонда, Агуда, Халли Бей и др.
Земя Котс е изцяло покрита с дебел континентален леден щит с височина 1000 – 2000 m и дебелина от 500 до 1000 m, над който стърчат отделни оголени върхове и нунатаки. Южната част е много по-висока и тук се издигат планините Терън (вр. Фарадей 1177 m), Хърбърт (1643 m), Шакълтън (2012 m) и др., от които към шелфовите ледници се спускат големи континентални ледници – Рековери, Слесър, Лерхенфелд, Швейцер, Уелдън, Хейс, Доусън Ламптон и др.
На 3 март 1904 г. шотландската национална антарктическа експедиция плавайки в югоизточната част на море Уедъл открива участък от крайбрежието на Антарктида, което нейният ръководител Уилям Брус наименува Земя Котс в чест на спонсирите на експедицията Джеймс и Ендрю Котс. Впоследствие останалите територии на Земя Котс са открити, изследвани и топографски заснети и картирани от експедициите на Вилхелм Филхнер (1912), Ърнест Шакълтън и Франсис Уайлд (1915), Вивиан Фукс и Едмънд Хилари (1957 – 58) и др. За територията на Земя Котс претендират Великобритания и Аржентина (частично), въпреки че по Договора за Антарктида от 1961 г. всякакви териториални претенции в тази част на света са безсрочно замразени. На нейна територия действат британската антарктическа станция Хали Бей и аржентинската Белграно.